# Brezje (Novo Mesto, Slovenija)
Brezje je naselje u slovenskoj Općini Novom Mestu. Brezje se nalazi u pokrajini Dolenjskoj i statističkoj regiji Jugoistočnoj Sloveniji. 

## Stanovništvo
Prema popisu stanovništva iz 2002. godine naselje je imalo 16 stanovnika.